# Росс, Александр
Александр Росс (англ. Alexander Ross) (1590, Абердин, Шотландия — 1654, Брамсхил, Хэмпшир, Англия) — шотландский интеллектуал, писатель

, полемист и переводчик. Капеллан Карла I.

## Биография
Окончил Королевский колледж в Абердине.
В 1616 году стал преподавателем в Саутгемптоне, в котором прожил до 1642 года.
В 1622 году был назначен одним из капелланов короля Карла I.
Являлся викарием церкви Святой Марии на острове Уайт с 1634 года и до самой смерти.

## Интеллектуальное наследие
Стал знаменит благодаря своему изданному в 1649 году переводу Корана на английский язык с французского перевода Андрэ дю Рие.
Кроме этого, занимался отстаиванием идей Аристотеля и опровержением теории Коперника, в связи с чем в 1634 году опубликовал работу о неподвижности Земли «Commentum de Terrae Motu Circulari Refutatus».
Принимал участие в религиозных и научных дискуссиях.
Кроме латыни, писал на английском языке.

### Труды
- Rerum Judaicarum Libri Duo (1617).
- Questions and Answers on the First Six Chapters of Genesis (1620).
- Tonsor ad cutem Rasus (1629).
- Commentum de Terrae Motu Circulari Refutatus (1634).
- Virgilii Evangelisantis Christiados Libri xiii (1634).
- The New Planet, no Planet, or the Earth no Wandering Star, against Galilaeus and Copernicus (1640).
- God’s House, or the House of Prayer, vindicated from Profaneness (1642).
- God’s House made a Den of Thieves (1642).
- Philosophical Touchstone, or Observations on Sir Kenelm Digby’s Discourse on the Nature of Bodies and of the Reasonable Soul, and Spinosa’s Opinion of the Mortality of the Soul, briefly confuted (1645).
- Medicus Medicatus, or the Physician’s Religion cured (1645).
- The Picture of the Conscience (1646).
- Mystagogus Poeticus, or the Muses' Interpreter (1647).
- The Alcoran of Mahomet: Translated out of Arabique into French by the Sieur Du Ryer, Lord of Malezair, and Resident for the King of France at Alexandria, and Newly Englished for the Satisfaction of All That Desire to Look into Turkish Vanities, to Which is Prefixed the Life of Mahomet, … with a Needful Caveat, or Admonition, for Those Who Desire to Know What Use May Be Made of, or If There Be Danger in Reading, the Alcoran (1649).
- Enchiridium Oratorium et Poeticum (1650).
- Arcana Microcosmi, or the Hid Secrets of Man’s Body discovered, in Anatomical Duel between Aristotle and Galen; with a Refutation of Thomas Browne’s Vulgar Errors, from Bacon’s Natural History, and Hervey’s book De Generatione (1651).
- The History of the World, the Second Part, in six books, being a Continuation of Sir Walter Raleigh’s (1652).
- Pansebeia, or View of all the Religions in the World, with the Lives of certain notorious Hereticks (1652).
- Observations upon Hobbes’s Leviathan (1653).
- Animadversions and Observations upon Sir Walter Raleigh’s History of the World (1653).